# Neuhütten (Rajna-vidék-Pfalz)
Neuhütten település Németországban, Rajna-vidék-Pfalz tartományban. Lakosainak száma 744 fő (2023. december 31.). Neuhütten Züsch községgel határos.

## Népesség
A település népességének változása:
| Lakosok száma | 866  | 770  | 742  | 740  | 725  | 729  | 744  |
|               | 1975 | 2014 | 2017 | 2019 | 2021 | 2022 | 2023 |